# Ntabankulu
Ntabankulu est une municipalité locale située dans le district d'Alfred Nzo, dans la province du Cap oriental, en Afrique du Sud. En 2011, sa population est de 123 976 habitants.

## Source
- (en) Cet article est partiellement ou en totalité issu de l’article de Wikipédia en anglais intitulé « Ntabankulu Local Municipality » (voir la liste des auteurs).